# Éditions AlBouraq
 (décembre 2020).
Les Éditions Albouraq, parfois orthographié al-Bouraq ou Al Bouraq, sont une maison d'édition française fondée par Mohamed Mansour en 1992. Il s'agit d'une filiale française de l'éditeur libanais Dar Albouraq,. Actuellement dirigée par Mansour et Wissam Mansour — les fils de Mohamed Mansour — l'entreprise fait partie des 27 éditeurs du groupe Religion du Syndicat national de l'édition, et elle est quasiment la seule à y représenter la religion musulmane. En 2011, une étude Ipsos classe Al Bouraq septième éditeur religieux de France et première maison d'édition d'ouvrages arabo-musulmans.

## Histoire
Mohamed Mansour, fuyant la Guerre du Liban, s'installe à Paris en 1985 où il devient représentant en France d'éditeurs libanais. Il commence par acheter des stocks de livres édités au Liban, qu'il revend à des libraires en France. En 1996, ses fils ouvrent la librairie de l'Orient, en face de l'Institut du monde arabe. En 2001, ils créent leur propre structure de distribution (Albouraq Diffusion, devenue Sofiadis) et de diffusion (Albouraq Distribution, devenue Soddil).

## Auteurs publiés
Parmi les auteurs de son catalogue, on retrouve notamment :
Al-Ghazâlî (1058-1111), Ahmad al-Alawi (1874-1934)  Khalil Gibran (1883-1931), Éric Geoffroy (1956-....), Asma Lamrabet (1961-....), Tariq Ramadan (1962-....), Idrîs de Vos (1975-....)

## Collections
Les principales collections  de Albouraq sont :
- Callart (1998)
- Enfants du Prophète (1999)
- Figures musulmanes (1999)
- Héritage spirituel (1999)
- L'Islam autrement (1999)
- Revivification des sciences de la religion (1999)
- Rimes (2002)
- Études (2004)
- Albouraq jeunesse (2005)
- Histoire de l'islam (2006)
- Ombres & lumières (2006)
- Je veux comprendre (2007)
- Délices du Maghreb (2013)
- Riwayat (2013)
- Biographies des prophètes (2014)
- Je veux savoir (2015)...

## Revues
- Islam de France : revue d'information et de réflexion musulmane (1999-2000) dirigée par Michel Renard
- Hawwa Magazine (1999-2001), dirigée par Dora Mabrouk
- Le Débat : revue trimestrielle consacrée au rapprochement entre communautés et cultures (2010-2013)

## Albouraq en chiffres
- 500 titres publiés en 2014

## Prix littéraires
- 2012 : Asma Lamrabet, Femmes et hommes dans le Coran : quelle égalité ? (Prix de Sciences Sociales de l'Organisation de la Femme Arabe)